# 蒙納公司
蒙納公司（Monotype Imaging Inc.）的創立可追溯至 1887 年，從印刷時代的金屬字模，到數字化時代的電子螢幕字體呈現。蒙納及其前身，以及它的附屬公司進行了大量印刷技術的研發，例如Monotype排字機——它是第一台全機械排字機；Linotype排字機；以及大量應用於19, 20世紀的字體的設計。 直至現在，蒙納一直致力於以高品質字體、技術和專業知識塑造品牌。 
目前，蒙納字庫涵蓋全球多種語言超15萬款字體，其中包含多款享譽世界的經典作品，例如：Helvetica、Arial、Times New Roman、DIN、Didot、Baskerville、Century Gothic、Bodoni、Gill Sans、Frutiger、Sabon、盈黑體和翔鶴黑體等。
繼Linotype歸入蒙納後，近年，又有FontShop International，Fontsmith，URW，Hoefler&Co，Berthold，Fontworks 和 Colophon Foundry 先後加入蒙納家族。
電子螢幕和數位化場景廣泛普及，蒙納的技術創新讓字體在新的載體上煥發新生，大到駕駛艙內的電子儀錶盤，小到腕上的智慧手錶，再到電子競技遊戲，美妙的字體都可以清晰、高效能、高效率地呈現。
Monotype Fonts 是一站式字體訂閱平臺，旨在讓設計師、創意人士和各種規模的企業簡化字體管理及授權程序並增強工作效率。
蒙納公司也曾被 Fast Company 雜誌譽為「設計界最具創新力的公司之一。無論是與全球大品牌合作，還是面向獨立的創意工作者，蒙納都旨在幫助他們將創意發揮到極致，最終設計出優美的品牌體驗。
蒙納在上海、北京、廣州、深圳、台北、香港均設有辦公室。

## 外部鏈結
- 蒙納公司官方網站 （页面存档备份，存于） （英文）（德文）（日語）
- 蒙納香港公司官方網站 （页面存档备份，存于） （中文）